# Parafia Podwyższenia Krzyża Świętego w Ustroniu
Parafia Podwyższenia Krzyża Świętego – rzymskokatolicka parafia znajdująca się w Ustroniu, na osiedlu Lipowiec. Należy do dekanatu Wisła diecezji bielsko-żywieckiej. Jest prowadzona przez księży diecezjalnych. W 2005 r. zamieszkiwało ją niespełna 1200 katolików.
W sprawozdaniu z poboru świętopietrza z 1335 r. w diecezji wrocławskiej na rzecz Watykanu sporządzonego przez nuncjusza papieskiego Galharda z Cahors wśród 10 parafii archiprezbiteratu w Cieszynie wymieniona jest parafia w miejscowości Lipovecz, czyli Lipowiec. Następnie utraciła niezależność i stała się filią parafii w Skoczowie. W 1785 r. była znów niezależna. W latach 1808–1810 na miejscu poprzedniej drewnianej świątyni wybudowano nową, murowaną pw. Podwyższenia Krzyża Świętego.